# Armavir (cité antique)
Pour les articles homonymes, voir Armavir.
 (septembre 2022).
La mise en forme du texte ne suit pas les recommandations de Wikipédia : il faut le « wikifier ».
Les points d'amélioration suivants sont les cas les plus fréquents. Le détail des points à revoir est peut-être précisé sur la page de discussion.
- Les titres sont pré-formatés par le logiciel. Ils ne sont ni en capitales, ni en gras.
- Le texte ne doit pas être écrit en capitales (les noms de famille non plus), ni en gras, ni en italique, ni en « petit »…
- Le gras n'est utilisé que pour surligner le titre de l'article dans l'introduction, une seule fois.
- L'italique est rarement utilisé : mots en langue étrangère, titres d'œuvres, noms de bateaux, etc.
- Les citations ne sont pas en italique mais en corps de texte normal. Elles sont entourées par des guillemets français : « et ».
- Les listes à puces sont à éviter, des paragraphes rédigés étant largement préférés. Les tableaux sont à réserver à la présentation de données structurées (résultats, etc.).
- Les appels de note de bas de page (petits chiffres en exposant, introduits par l'outil «  Source ») sont à placer entre la fin de phrase et le point final[comme ça].
- Les liens internes (vers d'autres articles de Wikipédia) sont à choisir avec parcimonie. Créez des liens vers des articles approfondissant le sujet. Les termes génériques sans rapport avec le sujet sont à éviter, ainsi que les répétitions de liens vers un même terme.
- Les liens externes sont à placer uniquement dans une section « Liens externes », à la fin de l'article. Ces liens sont à choisir avec parcimonie suivant les règles définies. Si un lien sert de source à l'article, son insertion dans le texte est à faire par les notes de bas de page.
- La présentation des références doit suivre les conventions bibliographiques. Il est recommandé d'utiliser les modèles {{Ouvrage}}, {{Chapitre}}, {{Article}}, {{Lien web}} et/ou {{Bibliographie}}. Le mode d'édition visuel peut mettre en forme automatiquement les références.
- Insérer une infobox (cadre d'informations à droite) n'est pas obligatoire pour parachever la mise en page.

Pour une aide détaillée, merci de consulter Aide:Wikification.
Si vous pensez que ces points ont été résolus, vous pouvez retirer ce bandeau et améliorer la mise en forme d'un autre article.
 (septembre 2022).
Si vous disposez d'ouvrages ou d'articles de référence ou si vous connaissez des sites web de qualité traitant du thème abordé ici, merci de compléter l'article en donnant les références utiles à sa vérifiabilité et en les liant à la section « Notes et références ».
Armavir (arménien : Արմավիր) (également appelée Armaouira dans l'Antiquité grecque) était une grande ville commerciale et la capitale de l'ancienne Arménie sous le règne de la dynastie orontide. Elle est située 1 km à l'ouest du village du XVIIe siècle nommé Armavir.

## Histoire

### Antiquité
La région de l'antique Armavir est habitée depuis le 6e millénaire av. J.-C. Divers instruments d'obsidienne, des objets en bronze et des poteries datant de cette période ont été retrouvés. La légende arménienne retenait que la ville avait été fondée par le roi Aramaïs, un petit-fils de Haïk, en 1980 av.J.C.
Au cours de la première moitié du VIIIe siècle av. J.-C., le roi Argishti Ier d'Urartu a construit une forteresse dans la région et l'a nommée Argishtikhinili. En 331 av. J.-C., lorsque l'Arménie sous la dynastie orontide affirma son indépendance vis-à-vis de l'empire achéménide, Armavir fut choisie comme capitale de l'Arménie. Des dalles d'argile datant de la période achéménide écrites en langue élamite ont été trouvées concernant des épisodes de l'épopée de Gilgamesh. Diverses inscriptions en grec hellénistique sculptées vers le IIIe siècle av. J.-C. ont été trouvées, notamment de la poésie d'Hésiode, des vers d'Euripide, une liste des mois macédoniens et des noms de rois orontides.

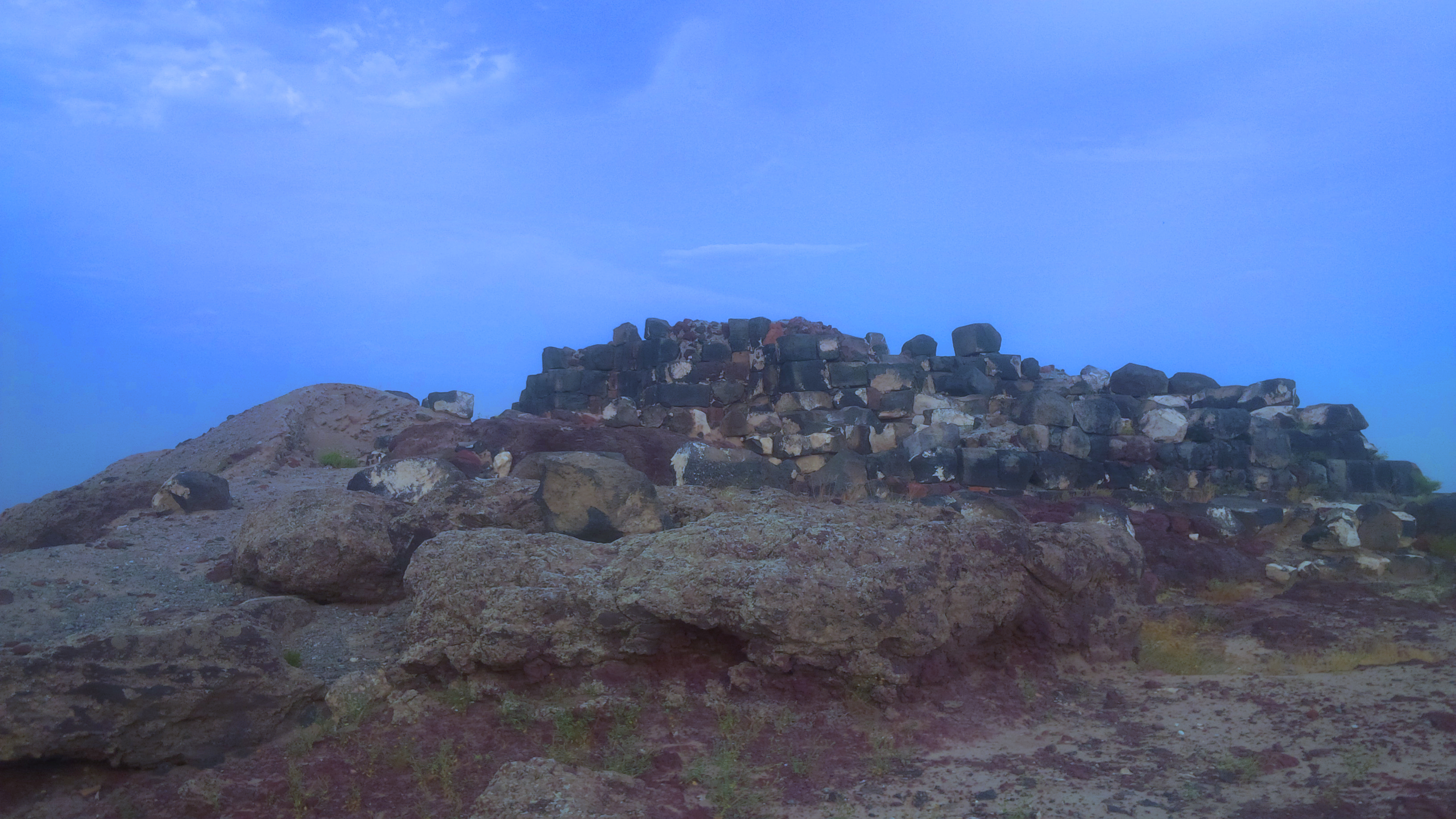
Les vestiges du site archéologique de l'antique Armavir

Selon l'historien arménien du Ve siècle Moïse de Khorène, Armavir fut la première capitale du Royaume d'Arménie. L'histoire de Moïse préserve une tradition selon laquelle lorsque le roi Valarsace le Parthe s'est installé à Armavir (vers 149 avant J.-C.), il y a construit un temple et a demandé au prince aspet (chevalier) Smbat de la dynastie Bagratuni d'abandonner sa religion et d'adorer des idoles. Mais Smbat a refusé d'obtempérer. Moïse raconte également que lorsque le roi Tigrane II (qu'il place sur le trône de 90 à 36 av. J.-C.), afin de se venger de la reine Cléopâtre d'Égypte, envoya une expédition en Palestine, il emmena un grand nombre de Juifs en captivité, et les installèrent à Armavir et à Vardges. Moïse poursuit en déclarant que plus tard, les Juifs ont été transférés d'Armavir à Yervandashat, et sous le roi Artaxias Ier, ont de nouveau été transférés dans la nouvelle capitale Artashat.« Lorsque le roi Sapor II de Perse envahit l'Arménie (360-370), il emmena d'Artashat 30 000 familles arméniennes et 9 000 juives, ces dernières amenées par le roi Tigrane de Judée, puis détruisit complètement la ville. » 
En 591, sous le règne de l'empereur Maurice, Armavir et une grande partie de l'Arménie passèrent sous administration romaine après que les Romains eurent vaincu l'empire perse sassanide à la bataille du Blarathon.
Durant l'Antiquité, Armavir fut prise par les Séleucides, les Parthes, l'Empire romain, les Sassanides et l'Empire byzantin avant d'être reprise par les Arabes en 645.

### Armavir au Moyen Âge
La domination arabe a duré jusqu'au premier quart du IXe siècle. Les Sajides ont géré cette région au IXe siècle. Après cela, la dynastie arménienne Bagratuni a rendu cette ville sous contrôle arménien (Bagratuni Armenia). L'Empire byzantin a reconquis cette région en 1045 mais l'a perdue au profit des Turcs seldjoukides en 1064, qui ont rebaptisé la ville Sardarabad. Cette région a été changée de mains entre les Arméniens, les Géorgiens, les Eldiguzides et l'Empire khwarezmien après le déclin des Seldjoukides. Les Mongols ont capturé cette région en 1239 et ont fondé l'État ilkhanide en 1256. Cette région passa sous le contrôle des Tchoupanides en 1353, des Djalayirides en 1357 et des Qara Qoyunlu en 1388. Tamerlan a capturé cette région en 1400. Kara Youssouf a repris cette région en 1407 de l'empire timouride. Cependant, Chahrokh, qui était un dirigeant timouride, a capturé cette région en 1421 et en 1429. Jihan Shah, qui était un dirigeant de Qara Qoyunlu, l'a capturé en 1447.

### Domination ottomane-persane
La souveraineté de Qara Qoyunlu a duré jusqu'à ce qu'Ouzoun Hassan, souverain d'Aq Qoyunlu, l'ait conquise en 1468. La souveraineté d'Aq Qoyunlu a duré jusqu'en 1501, la conquête d'Ismaïl Ier. Ismaïl Ier était le fondateur de la dynastie séfévide. Cette région fut temporairement occupée par l'Empire ottoman en 1514, en 1534, en 1548 et en 1553. Il a ensuite été conquis par l'Empire ottoman en 1585 mais repris par le souverain séfévide Abbas Ier de Perse en 1603. Sous le règne d'Abbas Ier, les Arméniens d'Armavir ont été réinstallés en Perse et l'ancien Armavir a finalement été abandonné.
La colonie est restée abandonnée jusqu'en 1613, lorsque sept familles arméniennes ont reconstruit un nouveau village à seulement 1 km à l'est du site antique d'Armavir.
Il a été occupé par les Ottomans entre 1635-1636 et 1724-1736. À la chute de l'empire safavide, Armavir est devenue une partie du khanat d'Erevan.

### Domination russe
La guerre russo-persane (1826-1828) a commencé en raison de la demande perse de reconquérir les territoires perdus au profit de la Russie entre 1804 et 1813. Dans un premier temps, les Perses ont repoussé les Russes du Caucase du Sud en 1826. Cependant, le général russe et commandant de l'armée russe, Ivan Paskevitch, a reconquis le Caucase du Sud et étendu ses territoires pour inclure le khanat d'Erevan en 1827.
Cette région est officiellement passée de la souveraineté perse à la Russie après le traité de Turkmantchaï en 1828. Armavir est devenu l'ouïezd de Sardarabad de l'oblast arménien, qui lui-même est devenu le gouvernorat d'Erevan en 1840. Cette situation dura jusqu'à la révolution de Février en 1917.

### Révolutions de 1917 et guerre arméno-ottomane
Après la révolution de février, la région était sous l'autorité du Comité spécial transcaucasien du gouvernement provisoire russe, puis de l'éphémère République fédérative démocratique transcaucasienne. Lorsque le TDFR a été dissous en mai 1918, cette région est passée à la Première République d'Arménie, ayant un rôle remarquable dans l'histoire arménienne en raison de la bataille de Sardarapat. Là, les forces arméniennes ont évité l'extermination et repoussé l'armée ottomane dont la campagne dans le Caucase visait à occuper Erevan.
Cependant, les Ottomans ont occupé la majeure partie du gouvernorat d'Erevan, forçant les Arméniens à signer le traité de Batoum en juin 1918. L'armée ottomane s'est retirée après avoir signé l'armistice de Moudros à la fin de 1918 et ainsi Armavir est retourné en République démocratique d'Arménie en novembre 1918.